# Ixora subauriculata
Ixora subauriculata är en måreväxtart som beskrevs av Cornelis Eliza Bertus Bremekamp. Ixora subauriculata ingår i släktet Ixora och familjen måreväxter. Inga underarter finns listade i Catalogue of Life.